# Ɔ́
Cette page contient des caractères spéciaux ou non latins. S’ils s’affichent mal (▯, ?, etc.), consultez la page d’aide Unicode.
Ɔ́ (minuscule : ɔ́), ou O ouvert accent aigu, est un graphème utilisé dans les alphabets awing, baka, bakaka, kako, bangolan, dii, karang, kemedzung, kenyang, koonzime, kwanja, lingala, maala, mambila, mbodomo, mfumte, nchane, ngiemboon, ngomba, nomaande, nulibie, pana, et yangben. Il s’agit de la lettre O ouvert diacritée d'un accent aigu.

## Utilisation
Dans plusieurs langues tonales, ‹ ɔ́ › représente un O ouvert avec un ton haut. Il ne s’agit pas d’une lettre à part entière, et elle est placée avec le O ouvert sans accent ou avec un autre accent dans l’ordre alphabétique.

## Représentations informatiques
Le O ouvert accent aigu peut être représenté avec les caractères Unicode suivants :
- décomposé (latin étendu B, Alphabet phonétique international, diacritiques)[1],[2],[3] :

| formes    | résultats | chaînes | points de code | descriptions                                             |
| --------- | --------- | ------- | -------------- | -------------------------------------------------------- |
| capitale  | Ɔ́         | Ɔ◌́      | U+0186 U+0301  | Lettre majuscule latine O ouvert diacritique accent aigu |
| minuscule | ɔ́         | ɔ◌́      | U+0254 U+0301  | Lettre minuscule latine O ouvert diacritique accent aigu |